# Mésorégion d'Araraquara
La région d'Araraquara est l'une des 15 mésorégions de l'État de São Paulo. Elle regroupe 21 municipalités groupées en deux microrégions.

## Données
La région compte 800 644 habitants pour 9 455 km2.

## Microrégions[1]
La mésorégion d'Araraquara est subdivisée en deux microrégions :
- Araraquara ;
- São Carlos.